# Boku ga Aishita Subete no Kimi e та Kimi wo Aishita Hitori no Boku e
Boku ga Aishita Subete no Kimi e (яп. 僕が愛したすべての君へ, Для кожної тебе, яку я покохав) — японський науково-фантастичний любовний роман, написаний Йомоджі Отоно та опублікований видавництвом Hayakawa Publishing 23 червня 2016. Аніме-адаптація Bakken Record вийшла у японський прокат 7 жовтня 2022.
Другий роман під назвою «Kimi o Aishita Hitori no Boku e (яп. 君を愛したひとりの僕へ, Для кожної мене, яка тебе покохала), також написаний Йомоджі Отоно, був опублікований видавництвом Hayakawa. Аніме-адаптація паралельно вийде  7 жовтня 2022 року, але уже від студії TMS Entertainment.

## Персонажі

### Boku ga Aishita Subete no Kimi e
Тасакі Койомі (яп. 高崎暦, Takasaki Koyomi)
Сейю: Хіо Міядзава
Такігава Казуне (яп. 瀧川和音, Takigawa Kazune)
Сейю: Ай Хашімото

### Kimi o Aishita Hitori no Boku e
Хідака Койомі (яп. 日高暦, Hidaka Koyomi)
Сейю: Хіо Міядзава
Сато Шіорі (яп. 佐藤栞, Satō Shiori)
Сейю: Аджю Макіта

## Медіа

### Романи
У 2022 році на заході Anime Expo компанія Seven Seas Entertainment оголосила про отримання ліцензії на публікацію усіх романів англійською мовою. Обидва романи вийдуть англійською мовою 6 червня 2023.

### Аніме-фільми
Про вихід анімефільмів «Для кожної тебе, яку покохав» та «Для кожної мене, яка тебе покохала» було анонсовано 16 вересня 2021. Сценарій для обох фільмів було вирішено покласти на Ріцуко Сакаґучі, а концепцію дизайну персонажів для обох фільмів на Шімано. Прем'єра обох фільмів відбулася 7 жовтня 2022 року. Crunchyroll отримали ліцензію на показ фільмів за межами Азії.

## Сприйняття
Загальний тираж романів становить 240 000 примірників.